# 伊纽马斯
伊纽马斯是巴西戈亚斯州的一个市镇。总面积613.349平方公里，总人口47984人，人口密度78.2人/平方公里。